# فيل (أين)
فيل (بالفرنسية: Villes)‏ هي بلدية فرنسية تقع في إقليم الأين في فرنسا. رمز إنسي لها هو:1448. أما الرمز البريدي لها فهو: 1200.

## أعلام
- جان فرانسوا كوستيه